# 7343 Ockeghem
A 7343 Ockeghem (ideiglenes jelöléssel 1992 GE2) a Naprendszer kisbolygóövében található aszteroida. Eric Walter Elst fedezte fel 1992. április 4-én.